# Ash Dykes
Ash Dykes je britanski raziskovalec, ekstremni športnik, petkratni svetovni rekorder, avtor in mednarodni govorec. Njegovi svetovni rekordi vključujejo samostojno pohodništvo po Mongoliji, prehodil je celotno dolžino Madagaskarja, je prva oseba, ki je prehodila vseh 4.000-milj (6.400-kilometrov) ob reki Jangce, ki je najdaljša reka v Aziji, postal je prva oseba, ki je prepotovala od izvira do izliva reke Coppename v Amazoniji. Najhitreje pa je tudi dosegel najvišji vrh v državi Surinam.

## Zasebno življenje
Dykes je odraščal v Old Colwynu v Walesu. 

## Kariera
Delal je kot reševalec iz vode, da bi financiral svoje prvo potovanje na Kitajsko . Leta 2014 je pri 23 letih sam in s pomočjo prehodil Mongolijo. 2400 km (1500 milj) dolgo potovanje čez Altajsko gorovje in puščavo Gobi je trajalo 78 dni. Domačini so ga klicali "osamljen snežni leopard". 
Leta 2015 je zaključil 2.600 kilometrov (1.600 milj) dolg tek čez Madagaskar, pri čemer je prečil vseh osem najvišjih vrhov otoka – še en svetovni rekord. Med odpravo se je okužil z najsmrtonosnejšo obliko malarije in bil na robu smrti. Zaradi te izkušnje danes deluje kot posebni ambasador dobrodelne organizacije Malaria No More UK. 
Svoje dogodivščine v Mongoliji in na Madagaskarju je popisal v knjigi Misija mogoča: Desetletje nevarnega življenja, ki jo je leta 2017 izdala založba Eye Books.. 
Avgusta 2018 se je odpravil na lov za novim svetovnim rekordom – prehoditi je nameraval 6.400 kilometrov (4.000 milj) dolgo pot ob reki Jangce. Z uspešno enoletno odpravo si je prislužil status slavne osebe na Kitajskem.

## Nagrade
Leta 2016 je prejel nagrado za valižanskega pustolovca leta. Bil je tudi uvrščen med deset najbolj zanimivih oseb v Walesu, kjer je zasedel sedmo mesto. Revija FHM ga je opisala kot enega najbolj neustrašnih moških, ki uživajo v dejavnostih na prostem.
1. ↑  »Old Colwyn adventurer Ash Dykes arrives in China for final expedition preparations«. North Wales Pioneer.
2. ↑  »Old Colwyn's Ash Dykes begins world record mission down the Yangtze River«. North Wales Pioneer. Arhivirano iz spletišča dne 19. avgusta 2018. Pridobljeno 17. oktobra 2018.
3. ↑  Mohdin, Aamna (12. avgust 2019). »British explorer is first person to complete 4,000-mile Yangtze trek«. The Guardian (v britanski angleščini). ISSN 0261-3077. Pridobljeno 24. marca 2020.
4. ↑  »St Asaph adventurer and extreme athlete Ash Dykes partners up with Lord«. Rhyl Journal. Arhivirano iz prvotnega spletišča dne 17. oktobra 2018. Pridobljeno 7. avgusta 2018.
5. ↑  »Solo Mongolian trek breaks record«. BBC News. Arhivirano iz prvotnega spletišča dne 24. oktobra 2018. Pridobljeno 17. oktobra 2018.
6. ↑  »War on malaria: on the brink of a breakthrough?«. 18. april 2018. Arhivirano iz prvotnega spletišča dne 7. avgusta 2018. Pridobljeno 7. avgusta 2018.
7. ↑  »Mission: Possible by Ash Dykes - Eye Books«. eye-books.com. Arhivirano iz prvotnega spletišča dne 19. avgusta 2018. Pridobljeno 7. avgusta 2018.